# W- и Z-бозоны
W- и Z-бозо́ны — фундаментальные частицы, переносчики слабого взаимодействия. Их открытие (ЦЕРН, 1983) считается одним из главнейших успехов Стандартной модели физики элементарных частиц.
W-частица названа по первой букве названия взаимодействия — слабое (Weak) взаимодействие. Z-частица получила такое имя, поскольку Z-бозон имеет нулевой (Zero) электрический заряд.

## Основные свойства
Существует два типа W-бозонов — с электрическим зарядом +1 и −1 (в единицах элементарного заряда); W+ является античастицей для W−. Z-бозон (или Z0) электрически нейтрален и является античастицей сам для себя. Все три частицы очень короткоживущие, со средним временем жизни около 3⋅10−25 секунд.
Эти бозоны — тяжеловесы среди элементарных частиц. С массой в 80,4 и 91,2 ГэВ/c2, соответственно, W±- и Z0-частицы почти в 100 раз тяжелее протона и близки к массе атомов рубидия и технеция соответственно. Из-за очень высокой массы эти бозоны распадаются крайне быстро после своего образования, что объясняет малый радиус действия слабого взаимодействия. Электромагнитные силы, напротив, имеют бесконечный радиус действия, потому что их бозон-переносчик (фотон) не имеет массы, из-за чего не распадается.
Все три типа бозонов имеют спин 1.
Испускание W+- или W−-бозона может либо повысить, либо понизить электрический заряд испускающей частицы на 1 единицу и изменить спин на 1 единицу. В то же время W-бозон может менять поколение частицы, например, превращать s-кварк в u-кварк. Z0-бозон не может менять ни электрический заряд, ни любой другой заряд (странность, очарование и т. д.) — только спин и импульс, так что он никогда не меняет поколение или аромат частицы, испускающей его (см. нейтральный ток).

## Слабое взаимодействие

Диаграмма Фейнмана для бета-распада нейтрона на протон, электрон и электронное антинейтрино посредством тяжелого W-бозона

W- и Z-бозоны — это частицы-переносчики слабого взаимодействия, как фотон является частицей-переносчиком для электромагнитного взаимодействия. W-бозон играет важную роль в ядерном бета-распаде. Рассмотрим для примера бета-распад изотопа кобальта Co60, важный процесс, происходящий при взрыве сверхновых:
{\displaystyle {}_{27}^{60}{\hbox{Co}}\to {}_{28}^{60}{\hbox{Ni}}+{\hbox{e}}^{-}+{\overline {\nu }}_{e}.}
В этой реакции участвует не всё ядро Co60, а только один из его 33 нейтронов. Нейтрон превращается в протон, испуская электрон (называемый здесь бета-частицей) и электронное антинейтрино:
{\displaystyle {\hbox{n}}\to {\hbox{p}}+{\hbox{e}}^{-}+{\overline {\nu }}_{e}.}
Опять же сам нейтрон является не фундаментальной, а составной частицей, состоящей из u-кварка и двух d-кварков (udd). Так что на самом деле в бета-распаде участвует один из d-кварков, который превращается в u-кварк, чтобы сформировать протон (uud). Итак, на самом фундаментальном уровне слабое взаимодействие просто меняет аромат одного кварка:
{\displaystyle {\hbox{d}}\to {\hbox{u}}+{\hbox{W}}^{-}}
за которым немедленно следует распад самого W−:
{\displaystyle {\hbox{W}}^{-}\to {\hbox{e}}^{-}+{\overline {\nu }}_{e}.}
Все квантовые числа Z-бозона равны нулю, поскольку он является античастицей сам для себя (т. н. истинно нейтральной частицей). Следовательно, обмен Z-бозоном между частицами, названный взаимодействием нейтральных токов, не меняет взаимодействующие частицы. В отличие от бета-распада наблюдения взаимодействий нейтральных токов требуют таких огромных денежных вложений в ускорители частиц и детекторы, что возможны только в нескольких лабораториях физики высоких энергий в мире.

## ПредсказаниеW- иZ-бозонов

Диаграмма Фейнмана, показывающая обмен парой W-бозонов. Это основная стадия процесса осцилляции нейтральных каонов.

Вслед за впечатляющими успехами квантовой электродинамики в 1950-х предпринимались попытки построить похожую теорию для слабого взаимодействия. Это удалось сделать в 1968 году с построением общей теории электромагнетизма и слабых взаимодействий Шелдоном Глэшоу, Стивеном Вайнбергом и Абдусом Саламом, за которую они совместно получили Нобелевскую премию по физике 1979 года. Их теория электрослабого взаимодействия предсказала не только W-бозон, необходимый для объяснения бета-распада, но также новый Z-бозон, который до этого никогда не наблюдался.
Тот факт, что W- и Z-бозоны имеют массу, в то время как фотон массы не имеет, был главным препятствием для развития теории электрослабого взаимодействия. Эти частицы точно описываются калибровочной симметрией SU(2), но бозоны в калибровочной теории должны быть безмассовыми. Так, фотон является безмассовым бозоном, поскольку электромагнетизм описывается калибровочной симметрией U(1). Необходим некоторый механизм, который бы нарушал симметрию SU(2), в процессе придавая массу W- и Z-бозонам. Одно объяснение, механизм Хиггса, было предложено Питером Хиггсом в конце 1960-х. Оно предсказывает существование ещё одной новой частицы — бозона Хиггса.
Сочетание калибровочной теории SU(2) слабого взаимодействия, электромагнитного взаимодействия и механизма Хиггса известно как модель Глэшоу — Вайнберга — Салама. Сейчас это один из столпов Стандартной модели физики элементарных частиц.

## Экспериментальное открытиеW- иZ-бозонов

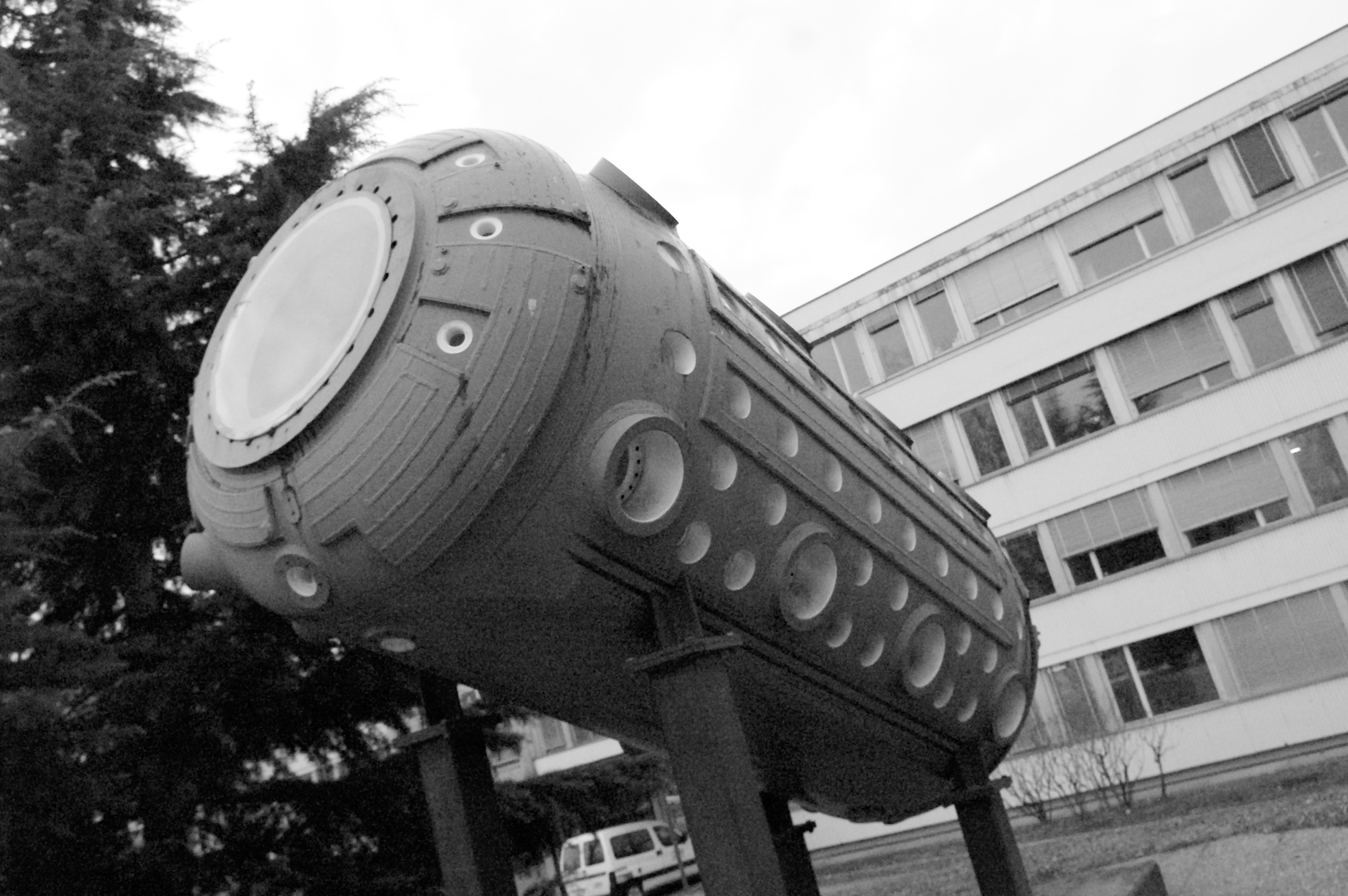
Пузырьковая камера «Гаргамель», выставленная в ЦЕРН

Открытие W- и Z-бозонов — одна из самых успешных страниц истории ЦЕРНа. Сначала, в 1973 году, производились наблюдения взаимодействий нейтральных токов, предсказанных теорией электрослабого взаимодействия. В огромной пузырьковой камере «Гаргамель», облучаемой пучком нейтрино от ускорителя, были сфотографированы треки нескольких электронов, которые внезапно начинали двигаться, казалось бы, сами по себе. Это явление было интерпретировано как взаимодействие нейтрино и электрона при помощи обмена невидимым Z-бозоном. Нейтрино также очень трудно детектировать, так что единственным наблюдаемым эффектом является импульс, полученный электроном после взаимодействия.
Открытия самих W- и Z-бозонов пришлось ждать, пока не стало возможным построить ускорители, достаточно мощные, чтобы создать их. Первой такой машиной стал Супер-протонный синхротрон (SPS) с детекторами UA1 и UA2 (так же назывались и коллаборации, создавшие их), на котором были получены недвусмысленные доказательства существования W-бозонов в сериях экспериментов, выполненных под руководством Карло Руббиа и Симона ван дер Меера. Как и большинство крупных экспериментов в физике высоких энергий, они являлись совместным трудом многих людей. Ван дер Меер был руководителем группы, управляющей ускорителем (изобретатель концепции стохастического охлаждения, сделавшей возможным открытие W- и Z-бозонов). Частицы рождались в столкновении встречных пучков протонов и антипротонов. Через несколько месяцев после обнаружения W-бозона (январь 1983 года) коллаборации UA1 и UA2 открыли Z-бозон (май 1983 года). Руббиа и Ван дер Меер были награждены Нобелевской премией по физике 1984 года всего через полтора года после открытия, что было необычным шагом со стороны обычно консервативного Нобелевского фонда.